# Szeszki (gemeente Wieliczki)
Szeszki (Duits: Seesken; 1938-1945: Draheim) is een plaats in het Poolse woiwodschap Ermland-Mazurië, in het district Olecki. De plaats maakt deel uit van de landgemeente Wieliczki.